# Javier García Martínez
Javier García Martínez (Logroño, 1973), es un químico, emprendedor, investigador y profesor universitario español. Entre enero de 2022 y diciembre de 2024 presidió la Unión Internacional de Química Pura y Aplicada, (IUPAC por sus siglas en inglés), la unión científica más grande del mundo con más de 4.500 voluntarios, 1.000 asociados individuales y 2.100 fellows. Entre sus funciones destaca la supervisión y actualización de la tabla periódica, incluyendo la creación de la nomenclatura y terminología química, así como la evaluación de los datos, métodos y técnicas de medida la química. Fue también el primer presidente de la Academia Joven de España, tras su constitución en 2019.  
La trayectoria de Javier García destaca por sus contribuciones en nanotecnología para el desarrollo tecnológico y comercialización de catalizadores que reducen las emisiones de CO2 y su labor empresarial le han valido el reconocimiento de algunas de las instituciones más importantes a nivel nacional e internacional. Fue reconocido por el Foro Económico Mundial como Young Global Leader y por el Massachusetts Institute of Technology como uno de los jóvenes más innovadores de su generación con el premio TR35. En junio de 2014, le fue otorgado el Premio Rey Jaime I en su categoría de Nuevas Tecnologías.   
Con parte de este premio creó Celera, un programa de apoyo al talento cofundado por la Fundación Rafael del Pino, que identifica y dota de recursos, formación y oportunidades a los jóvenes con más talento de España. Desde 2015 es el primer español en recibir el Premio al Investigador Emergente de la de la American Chemical Society. En verano de 2017 fue reconocido por la misma organización como el mejor emprendedor de EE. UU. en el sector químico y en 2018 obtuvo el Kathryn C. Hach Award. Es miembro del Consejo de Tecnologías Emergentes del Foro Económico Mundial, de la Global Young Academy y Fellow en las dos instituciones más prestigiosas del sector: la Royal Society of Chemistry y la American Chemistry Society. En 2024 recibió, de manos de los Reyes de España, el Premio Nacional de Investigación ‘Juan de la Cierva’, en el área de Transferencia de Tecnología.  
En la actualidad lidera la Cátedra de Ciencia y Sociedad de la Fundación Rafael del Pino, donde dirige un informe sobre tecnología y competitividad de la economía española. Dicho informe (INTEC) destaca las diez tecnologías más relevantes del año para la economía del conocimiento. En 2022, una versión de este informe coordinada por García Martínez ha sido editado por el sello Gestión 2000 de Editorial Planeta bajo el título España a ciencia cierta.
Además de su desempeño como presidente de la Unión Internacional de Química Pura y Aplicada, Javier García preside la Academia Joven de España y es miembro del Patronato y del Consejo Asesor de la Fundación Gadea por la Ciencia.

## Trayectoria
García Martínez es doctor en química y catedrático de química inorgánica de la Universidad de Alicante. Dirige el Laboratorio de Nanotecnología Molecular de dicha universidad donde investiga y trabaja en la fabricación de nanomateriales destinados a aplicaciones energéticas, tratamientos de aguas, producción y uso adecuado de la biomasa y a las técnicas de separación de gases. Sus aportaciones en este campo científico le permitieron desarrollar en el Massachusetts Institute of Technology (MIT) la tecnología de unos catalizadores que comercializa a través de su empresa, Rive Technology, fundada en Boston en 2004 durante la realización de una estancia postdoctoral.
Rive Tehnology, la spin-off del Massachusetts Institute of Technology  creada por Javier García fue adquirida por la multinacional norteamericana W. R. Grace en 2019. Hoy sus catalizadores se utilizan en refinerías de todo el mundo mejorando la eficiencia del proceso y reduciendo las emisiones de CO2.
En julio de 2019 fue elegido por la Asamblea General de la Unión Internacional de Química Pura y Aplicada como nuevo presidente para el periodo 2022-2023. Es la primera vez que un español se situará al frente de la organización y será el presidente más joven en los 100 años de historia de la IUPAC.
Ha publicado sobre nanomateriales y acerca de temas relacionados con la energía. También cuenta en su haber con numerosas patentes registradas, tal como recoge el portal nanomol del Laboratorio de Nanotecnología Molecular de la Universidad de Alicante.
Sus últimos libros publicados son Nanotechnology for the Energy Challenge (Wiley, 2010), The Chemical Element (Wiley, 2011), Chemistry Education (Wiley 2014), Mesoporous Zeolites (Wiley 2015),  Chemistry Entrepreunership (Wiley 2021), España a ciencia cierta (Planeta, 2021) e Innovación con futuro (Planeta, 2023).
A lo largo de los últimos años, Javier García Martínez ha sumado a sus publicaciones académicas aportaciones al ámbito de la divulgación científica. Ha publicado en las revistas internacionales Nature Chemestry, Scientific Amercian y en Science. En España, sus tribunas de opinión sobre temas relacionados con el papel de la ciencia frente a grandes desafíos, como el cambio climático, la sostenibilidad o el avance del conocimiento, han aparecido publicadas en algunos medios de comunicación de referencia. Es el caso del diario El País,El Mundo o ethic. Su presencia resulta habitual en entrevistas, foros y debates de los programas dedicados a la ciencia que emite Radio Nacional de España.

## Investigación y transferencia de tecnología
Su papel como investigador se ha plasmado en múltiples patentes y proyectos de investigación, acuerdos de transferencia de tecnología y actividades comerciales. En este apartado destaca su actividad al frente de Rive Technology, empresa fundada por Javier García en el Instituto Tecnológico de Massachusetts (MIT).
Tras crear su plan de negocio y entablar asociaciones estratégicas, Rive Technology accedió a sucesivas rondas de financiación de fondos de capital líder, como Charles River Ventures, Blackstone y Advanced Technology Ventures y las compañías líderes Shell y Aramco. En los años siguientes y con el apoyo de la multinacional W.R. Grace se firmaron contratos con siete refinerías que permitieron dar tratamiento a miles de toneladas de petróleo a través de sistemas de catálisis altamente innovadores (zeolitas mesoporosas).
Tras la adquisición de Rive Technology por W.R. Grace, el equipo liderado por García ha seguido desarrollando, patentando y transfiriendo tecnología para el desarrollo de catalizadores, el almacenamiento energético, así como otras muchas aplicaciones industriales y energéticas basadas en la nanotecnología y el uso de nuevos materiales.

## Conferencias
“Javier García Martínez ha dado conferencias sobre ciencia, emprendimiento y el papel de la innovación como motor de la economía y la sociedad en diversos foros. La Fundación Rafael del Pino, la Fundación Gadea, Red.es, Ted Talks en España y Costa Rica, así como diferentes universidades han acogido sus presentaciones. 